# De Marne
De Marne  è una ex-municipalità dei Paesi Bassi di 10 519 abitanti situata nella provincia di Groninga.
Soppressa il 1º gennaio 2019, il suo territorio, assieme a quello delle ex-municipalità di Bedum, Eemsmond e parte di quella di Winsum, è andato a formare la nuova municipalità di Het Hogeland.